# Aeroportul Arthur's Town
Aeroportul Arthur's Town (IATA: ATC, ICAO: MYCA) este un aeroport din Arthur's Town, Insula Cat, Bahamas. A fost numit după Arthur's Town.
Situat la o altitudine de 5 m, aeroportul dispune de o singură pistă.